# Stefan Przybyła
Stefan Przybyła (* 30. Juni 1932) ist ein ehemaliger polnischer Skispringer.

## Werdegang
Przybyła gab sein internationales Debüt im März 1954 im Rahmen des Czech-Marusarzówna-Memorials in Zakopane und belegte dabei den elften Platz. Zwei Jahre später wurde er bei der ersten Station der böhmischen Springertournee in Banská Bystrica Fünfter und erreichte schließlich den siebten Rang in der Gesamtwertung. Im Rahmen der Beskiden-Tour in Szczyrk sprang er Mitte Januar 1958 als Zweiter hinter Władysław Tajner erstmals aufs Podest. Diese Platzierung konnte er auch in der Gesamtwertung verteidigen.
Seinen erfolgreichsten Winter hatte Przybyła im Jahr 1962. So gewann er bei den polnischen Meisterschaften in Zakopane hinter Piotr Wala und Andrzej Kocyan die Bronzemedaille von der Großschanze. Wenige Wochen später belegte er bei den Nordischen Skiweltmeisterschaften an gleicher Stelle punktgleich mit Heinz Ihle den 41. Platz. Für den Wettbewerb von der Normalschanze wurde er nicht nominiert. Mitte März wurde er Dritter beim Czech-Marusarzówna-Memorial. Zum Saisonabschluss erreichte er die besten Zehn bei der Skiflugwoche von der Bloudkova Velikanka in Planica.
Im März 1967 ging Przybyła zum letzten Mal bei einem internationalen Sprungwettbewerb an den Start. Beim Czech-Marusarzówna-Memorial erreichte er dabei den 27. Platz.